# クルスキ
クルスキ(kluski)は、ポーランドにおいて、詰め物がなく、柔らかいダンプリングを全般的に表す言葉である。
材料や作り方の異なる多くの種類がある。ピエロギやパスタとは異なる。

## バリエーション
- コペトカは、マッシュポテト、小麦粉、卵から作る。イタリアのニョッキと似るが、形が異なり、動物の蹄に似ている。ソースをかけたり、バターや脂かす等を添えて提供されたり、グーラッシュ等の肉料理に用いられる。
- Kluski leniwe（「怠惰なダンプリング」）は、フレッシュチーズ、小麦粉、卵から作り、しばしば砂糖で甘みを付ける。平らな形で、菱形になるように斜めに切る。ほとんどの場合、砂糖だけやクリームと砂糖、砂糖とシナモン等、単純な甘みを付けて食べるが、バターやパン粉等を用いるレシピもある。
- Kluski śląskie（「シレジアのダンプリング」）は、丸く平らなダンプリングで、大きさは3-5cm程度である。マッシュポテト、ジャガイモ粉、卵から作り、グレイビーソースとともに提供する。特徴は、中央に小さな穴または窪み[1]があることである。Kluski czarne（「黒いダンプリング」）は、kluski żelazne（「鉄のダンプリング」）、kluski szare（「灰色のダンプリング」）とも呼ばれ、特にシレジア南東部で人気の高いKluski śląskieの種類の1つである。マッシュポテトと小麦粉に加え、生地に摩り下ろしたジャガイモが加えられることで、特徴的な色になる。人気のある地域では、一度の食事で、白色と黒色の2色のダンプリングが提供される。
- Kluski lane（「注がれたダンプリング」）は、卵と小麦粉で作る水分の多い生地を湯に注いで茹でるか、直接スープに入れて、非常に薄い形となる。
- Kluski kładzione（「横になったダンプリング」）は、卵、牛乳、小麦粉から作り、厚い生地をテーブルスプーンの先で削って三日月型とし、塊を湯の上に横たえるようにする。生地に炭酸水を加えることもある。
- w:Pampuchyは、pyzy drożdżowe（「酵母のピズィ」）、kluski drożdżowe（「酵母のダンプリング」）kluski na parze（「蒸したダンプリング」）等とも呼ばれ、酵母で発酵した生地を蒸して作る点で他と異なる。ドイツのクネーデルが由来のチェコのクネドリークと遠い親戚である可能性があり、中国の蒸しパンである饅頭とも似ている。一部地域では、しばしば、溶かしバターと砂糖や、ストロベリーソース、プラムのポヴィドル等、甘いトッピングとともに食べられる。グレーターポーランドでは単にピズィと呼ばれ、肉かキノコをベースとするソースとともに食べられる。
- Pyzy ziemniaczane（「ジャガイモのピズィ」）は、唯一具材の詰め物をしたクルスキで、生の（または生とマッシュを混ぜた）ジャガイモ、小麦粉、卵から作る。通常、他のクルスキよりも大きく、丸く、具材は塩味のものも甘いものもある。kartaczeまたはcepelinyとして知られる塩味のものは、ポーランド北東部で人気があり、隣接するリトアニアの国民食でもある。
- w:Kluchy połom biteは、シレジアのw:Gmina Kroczyce地方のジャガイモで作ったものである。